# Marco Salvadori
Marco Salvadori (* 31. ledna 1995 Kroměříž) je český divadelní herec.
Vystudoval osmileté kroměřížské gymnázium, a poté muzikálové herectví na Divadelní fakultě Janáčkovy akademie múzických umění.  Věnoval se společenským tancům třídy A/A. Od roku 2017 je v angažmá Městského divadla Brno, pravidelně hostuje v Divadle Lucie Bílé či v Národním divadle moravskoslezském. 
Za roli Tonyho v muzikálu West Side Story (Národní divadlo moravskoslezské) získal v roce 2022 nominaci na cenu Jantar. Za roli Evana Hansena v muzikálu Drahý Evane Hansene (Městské divadlo Brno) získal ocenění Nejpopulárnější herec roku 2024, které uděluje magazín Musical-opereta.

## Role v divadelních představeních

### Městské divadlo Brno
- Chór – Radúz a Mahulena
- Jirka – Pro nic za nic
- Company – Duch
- Londýňané, Dvůr, Vesničané ad. – Bítls
- Exponáti a jiní – Brněnské kolo
- Parker, Laurel ad. - Děsnej pátek
- Chaplin – Chaplin
- Tony Manero – Horečka sobotní noci
- Kejklíři, panoši ad. – Noc na Karlštejně
- Třetí mušketýr – Tři mušketýři
- Benjamin "Benny" Coffin III. – RENT
- Jura Klapzuba – Klapzubova jedenáctka
- Mladý Gideon – Poslední loď
- AM111 - Robot – Ráj
- Jimmy – Grand Hotel
- Zbrojnoš – O statečném kováři
- Vladimír Iljič Lenin – Napoleon aneb Alchymie štěstí
- Sky – Mamma Mia!
- Sir Robin – Monty Python´s Spamalot
- Turista, Murry ad. – Pretty Woman
- Gabe – NE/NORMÁLNÍ
- Doktor a Sergej – Matilda
- Fortinbras, princ norský – Hamlet aneb Hádala se duše s tělem
- Herec, gardista ad. – My Fair Lady (ze Zelňáku)
- Mirdin, student lékařství – Medicus
- Mozart – Krokodýl ze Svratky aneb Mozart v Brně
- Učitel – Heidi
- Will Bloom, Sherif – Big Fish (Velká ryba) (muzikál)
- Evan Hansen – Drahý Evane Hansene
- Mladý lovec ad. – Pohádka o živé vodě
- Tiberge – Manon Lescaut

### Divadlo Lucie Bílé
- Tatínek – Láska je láska
- Mladší Steve – Srdeční záležitost

### Národní divadlo moravskoslezské
- Tony – West Side Story

### Divadlo Hybernia
- Student – Mefisto